# Nicolás Morgantini
Nicolás Morgantini (San Isidro, Buenos Aires; 11 de septiembre de 1994) es un futbolista profesional argentino que se desempeña como defensa y su equipo actual es el CA Lanús de la Liga Profesional, primera categoría del fútbol argentino.

## Trayectoria
Surgió de las inferiores de River Plate, donde supo jugar junto a Giovanni Simeone. Más tarde, pasó a las inferiores de Vélez Sarsfield en donde tras una grave lesión a sus 13 años quedó libre. Tras recuperarse, ingresa al Club Atlético Platense con el cual firma su primer contrato profesional en diciembre de 2013, cabe destacar que se le realizó el mismo con plazo vigente hasta el junio del 2017.
Morgantini hizo su debut el 7 de diciembre de 2013 en un empate en 0 frente a Deportivo Armenio, apareciendo desde el comienzo del encuentro y redondeando una muy buena actuación. Exactamente 11 meses más tarde, el 7 de noviembre de 2014, marcaría su primer gol y único del partido justamente frente al equipo con el que había debutado en la primera de Platense, Deportivo Armenio.
El 16 de mayo de 2018, días después de haberse consagrado con el Campeonato B Metropolitana 2017/18, renovó su contrato con Platense.
En 2020 se incorporó al Lanús de la Superliga, jugó en el Granate hasta 2021.
En 2022 regresa a Platense tras su paso por Lanús, siendo esta su segunda etapa en el club. En esta segunda etapa, Nico fue de menor a mayor logrando la titularidad. Alcanzó grandes rendimientos y se dio el gusto de haberle hecho goles a Boca y otro a Argentinos. 
Morgantini es un jugador muy querido en Platense y conforma junto con Facundo Curuchet el selecto grupo de jugadores que lograron marcar gol con Platense en las 3 categorías: Primera B, Nacional B y Primera División.

## Selección nacional sub-23
El 16 de octubre de 2015, Julio Olarticoechea, anunció una nómina de jugadores sub-23 que disputaran solo la Primera B Metropolitana con la intención de formar una lista final de 20 jugadores para llevarlos a un Torneo amistoso en India y otro en China en el año 2016. Tanto Morgantini como otros dos compañeros suyos, fueron seleccionados entre los muchos juveniles del club y la divisional.

## Clubes
| Club              | País      | Año           |
| ----------------- | --------- | ------------- |
| Platense          | Argentina | 2013-2020     |
| Lanús             | Argentina | 2020-presente |
| Platense (cedido) | Argentina | 2022-2023     |